# Mathias Schiff
Mathias Schiff, né le 15 janvier 1862 à Rettel et mort dans cette même ville le 19 novembre 1886, est un sculpteur français.
Mort prématurément, sa courte carrière s'est entièrement déroulée à Nancy.

## Biographie
Mathias Schiff est le deuxième enfant de François Schiff, commis de ferme, et de son épouse Catherine Stabler, journalière. Très jeune, il est remarqué par Adolphe Barba, notable de Rettel ayant fait fortune comme maître de forges à Villerupt, qui l'envoie à Nancy.
Avec Victor Prouvé, Émile Friant, Camille Martin et Ernest Bussière, qui deviendront ses amis, il est l'élève de Louis-Théodore Devilly à l'École des beaux-arts. Il fait notamment un buste de Camille Martin en 1882. Il fréquente l'atelier du Chat Botté, situé 77 rue Saint-Dizier, loué en commun par les artistes Ernest Wittmann, Paul-Eugène Gœpfert (1849-1932) et Léon Fauché. Il y côtoie d'autres artistes comme Edmond-François Gerdolle (1841-1896), le pharmacien et peintre amateur meusien Adrien Recouvreur (1858-1944) et Louis Hestaux.

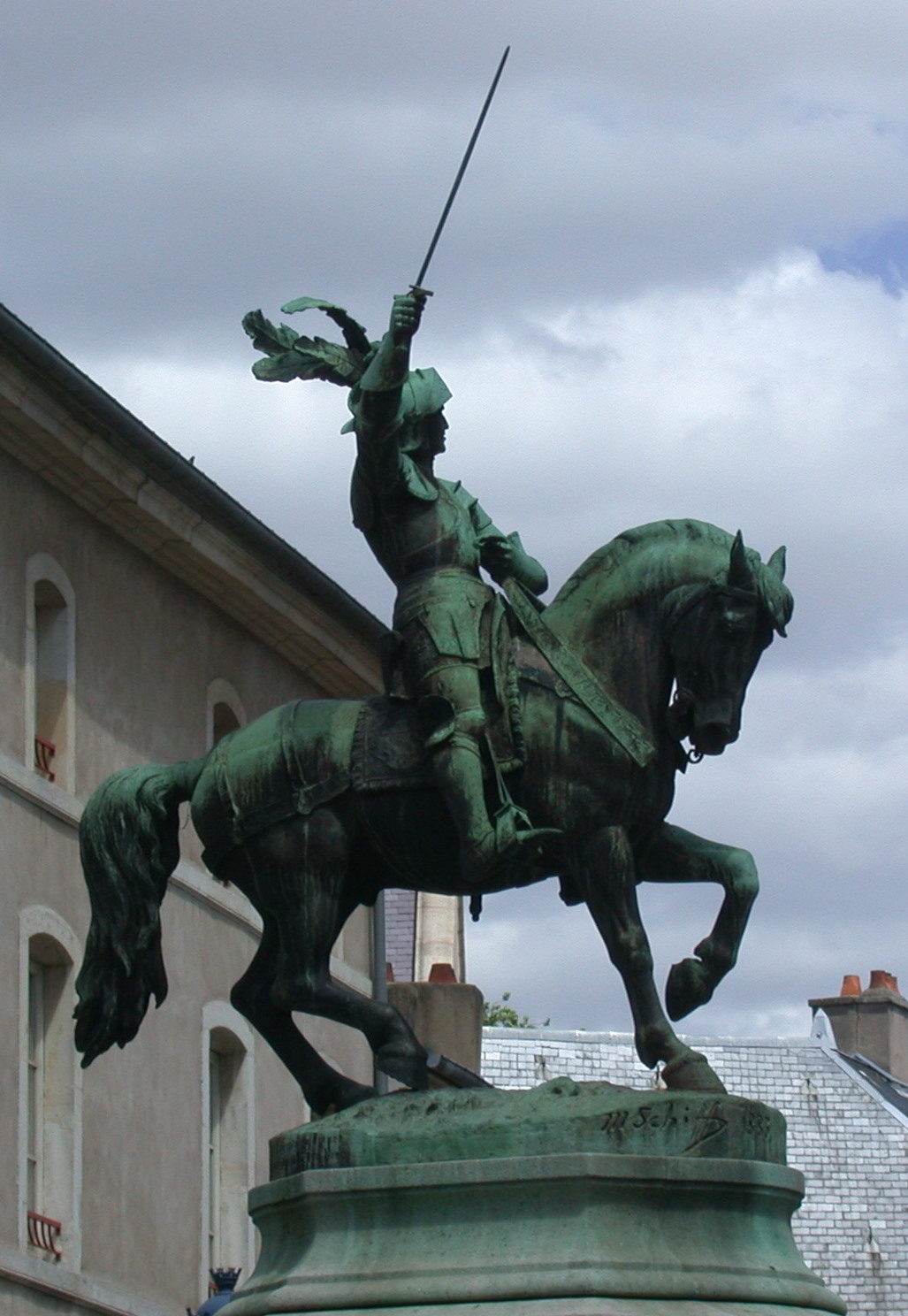
Statue de René II, place Saint-Epvre à Nancy, 1883

En 1883, le curé de la paroisse Saint-Epvre, Joseph Trouillet, lui commande une statue équestre du duc René II de Lorraine, héros bien connu des Lorrains pour avoir vaincu Charles le Téméraire lors de la bataille de Nancy en 1477. Érigée place Saint-Epvre, à proximité de la basilique Saint-Epvre, la statue, fondue en bronze par le Nancéien Alfred Daubrée, est inaugurée lors du jubilé sacerdotal de l'abbé Trouillet le 10 décembre 1883. Elle représente le jeune duc de 26 ans en armure, donnant le signal de l'assaut aux Bourguignons, en brandissant son épée dans une posture qui renvoie à la devise de la maison de Lorraine : « Fecit potentiam in bracchio suo » (« Il a placé la puissance dans son bras »).
Schiff est présent au Salon de Nancy de 1884 où il expose un Bacchus au papillon et une Étude d'enfant.
Atteint de tuberculose, il revient à Rettel où il décède le 19 novembre 1886 à l'âge de 24 ans et où il est enterré au cimetière communal.

## Hommages et postérité

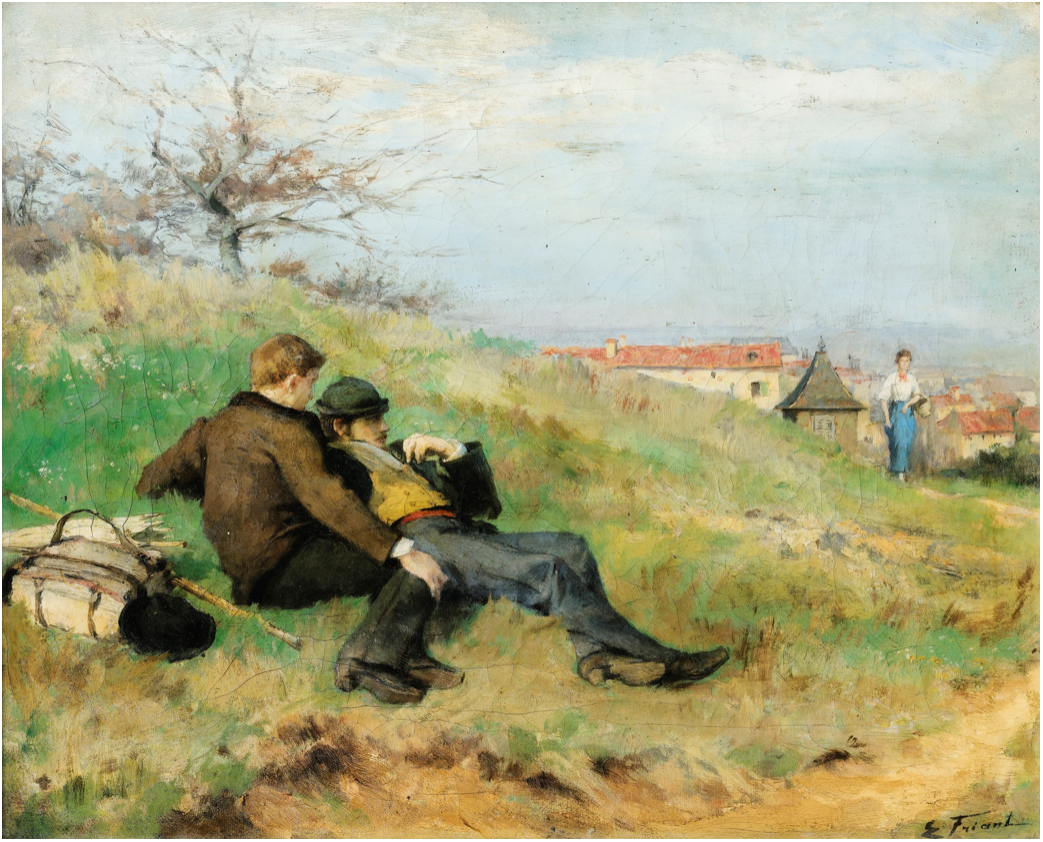
Émile Friant, Le repos des artistes ou Mathias Schiff et Camille Martin à la campagne (c.1880)

Ébranlé par la mort précoce de son ami, Victor Prouvé fait un dessin à l'encre de Chine titré La mort fauchant le peintre et sculpteur Mathias Schiff. On peut voir également le personnage de Mathias Schiff sur des toiles de ses amis : Émile Friant, avec Le repos des artistes (c.1880) et L'intérieur d'atelier (1882), où il figure les deux fois en compagnie de Camille Martin ; Adrien Recouvreur, avec Un intérieur d'atelier (1885, musée de Commercy), représentant Schiff de profil au travail, d'après une photo prise à l'atelier du Chat Botté,.
Un monument lui a été dédié à l'École des beaux-arts de l'avenue Boffrand, et la ville de Nancy a nommé la rue Mathias-Schiff en son honneur.
Son frère, Jean-Mathias Schiff (1870–1939), peintre, a été conservateur du musée des Beaux-Arts de Nancy de 1927 à sa mort brutale en 1939. Son neveu, Jean-François Mathias Schiff (1884-1919), fut également peintre.